# 결맞음
결맞음(영어: coherence 코히어런스[*])은 두 파동이 간섭을 일으킬 수 있는 성질이다. 단일 광원에서 나온 두 개의 단색광 빔은 항상 간섭을 일으킨다. 그러나 실제 광원은 완전히 단색광이 아니기 때문에 완전히 결맞을 수는 없지만, 부분적으로만 결맞을 수 있다.
상대 위상이 일정한 두 파동은 코히런트하다고 말한다. 결맞음의 정도는 간섭 가시도(interference visibility)를 통해 쉽게 측정할 수 있는데, 이는 위상을 변화시키면서 입력된 파동에 비해 생성된 간섭 무늬의 크기를 살펴보는 방식이다. 두 파동이 간섭할 때, 이들은 서로 합쳐져 원래의 파동보다 더 큰 진폭을 가지는 파동을 만들어내거나(보강 간섭), 서로를 상쇄시켜 최소 진폭의 파동을 만들어낸다(상쇄 간섭). 상쇄 간섭의 경우, 진폭이 완전히 0이 될 수도 있다.:286  부분적으로 결맞은 파동은 완전한 보강간섭과 상쇄간섭의 중간에 위치하기 때문에, 이와 같은 성질을 이용하여 결맞음 정도를 논할 수 있는 것이다. 보다 정밀한 수학적 정의는 상관 함수 통해 이루어진다. 보다 넓은 의미에서 결맞음은 전자기장이나 양자 파동 패킷(quantum wave packet)과 같은 장(field)이 시간 또는 공간상 서로 다른 지점에서 얼마나 통계적으로 유사한지를 설명하는 개념이다.
이 성질은 광학에서 등장하는 영의 이중슬릿 실험과 관계되는 개념이지만 파동과 관련된 모든 분야, 예를 들면, 음향학, 전자공학, 신경과학 및 양자역학 분야에도 사용된다. 홀로그래피 등에 응용된다.

## 정성적 설명
결맞음은 간섭 무늬의 가시도(visibility) 또는 명암 대비(contrast)를 결정하는 요인이다. 예를 들어, 이중 슬릿 실험에서 뚜렷한 간섭 무늬를 얻기 위해서는 두 슬릿 모두 코히런트한 파동으로 조명되어야 하는데, 이는 오른쪽 그림을 통해 잘 설명된다. 콜리메이션(collimation)되지 않은 큰 광원이나 여러 주파수가 혼합된 광원은 결맞음이 낮아지기 때문에 간섭 무늬의 가시도가 떨어지게 된다.:264
결맞음에는 크게 다음의 두 종류가 있다.
- 공간 결맞음(spatial coherence)은 서로 다른 공간 지점, 즉 가로 방향이나 세로 방향에서 관찰되는 파동 간의 상관 관계를 의미한다.[5]
- 시간 결맞음(temporal coherence)은 서로 다른 시점에서 관측되는 파동들 간의 상관 관계를 뜻한다.

이 두 가지는 마이컬슨-몰리 실험과 영의 간섭 실험에서도 관찰된다. 예를 들어, 마이컬슨 간섭계에서 간섭 무늬를 얻은 후, 하나의 거울을 광빔 분할기에서 점점 멀리 이동시키면 빛의 경로가 길어지고 그에 따라 간섭 무늬는 점점 흐려지다가 결국 사라지게 된다. 이는 시간 결맞음의 한 예이다. 마찬가지로, 이중 슬릿 실험에서 두 슬릿 사이의 간격을 점점 넓히면 공간 결맞음이 점차 줄어들고 결국 간섭 무늬가 사라진다. 이 두 경우 모두에서, 경로차가 결맞음 길이(coherence length)를 넘어서게 되면 간섭 무늬의 진폭이 서서히 사라진다.

## 수학적 정의
두 신호 {\displaystyle x(t)}와 {\displaystyle y(t)} 사이의 결맞음 함수(coherence function)는 다음과 같이 정의된다.
{\displaystyle \gamma _{xy}^{2}(f)={\frac {|S_{xy}(f)|^{2}}{S_{xx}(f)S_{yy}(f)}}}
여기서:
- {\displaystyle S_{xy}(f)}는 두 신호의 교차 스펙트럼 밀도,
- {\displaystyle S_{xx}(f)}와 {\displaystyle S_{yy}(f)}는 각각 {\displaystyle x(t)}와 {\displaystyle y(t)}의 파워 스펙트럼 밀도이다.

교차 스펙트럼 밀도와 전력 스펙트럼 밀도는 각각 교차 상관 함수(cross-correlation)와 자기 상관 함수(autocorrelation)의 푸리에 변환이다. 이를 설명하자면:
- 교차 상관은 두 신호 사이의 시점을 달리하며 유사도를 측정한다.
- 자기 상관은 각각의 신호가 다른 시간에서 자신과 얼마나 유사한지 측정한다.

만약 {\displaystyle x(t)}와 {\displaystyle y(t)}가 공간 함수라면, 교차 상관은 서로 다른 공간 지점에서 신호의 유사성을 측정하고, 자기 상관은 일정한 분리 거리에서 신호가 자신과 얼마나 유사한지 측정한다. 이 경우, 결맞음 함수는 파수 또는 공간 주파수의 함수가 된다.
일치 함수 {\displaystyle \gamma _{xy}^{2}(f)}는 다음과 같은 구간에서 변한다:
{\displaystyle 0\leq \gamma _{xy}^{2}(f)\leq 1}
- {\displaystyle \gamma _{xy}^{2}(f)=1}이면 신호들이 완벽하게 상관되거나 선형적으로 관련되어 있다는 뜻이다.
- {\displaystyle \gamma _{xy}^{2}(f)=0}이면 신호들이 상관이 없다는 뜻이다.

선형 시스템의 경우, {\displaystyle x(t)}는 입력이고 {\displaystyle y(t)}는 출력일 때, 일치 함수는 전체 주파수 스펙트럼에서 단위가 된다. 그러나 비선형성이 존재하면 일치 함수는 주어진 한도 내에서 변한다.

## 시간 결맞음

그림 1. 단일 주파수 파동의 진폭을 시간 t에 따라 빨간 곡선으로, 동일 파동을 지연 만큼 복제한 것을 파란 곡선으로 나타냈다. 이 파동은 모든 지연에 대해 완벽히 자기 자신과 상관관계가 유지되므로 결맞음 시간이 무한하다.

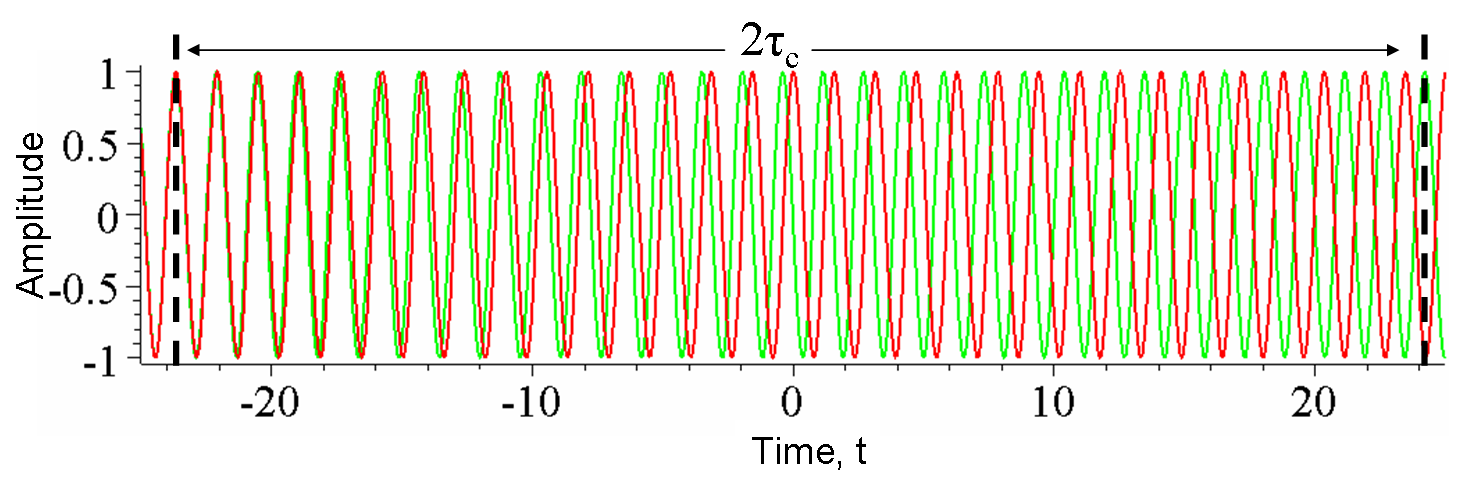
그림 2. 시간 만큼 지연했을 때 위상이 크게 표류하는 파동의 진폭을 빨간 곡선으로, 동일 파동을 만큼 지연한 것을 녹색 곡선으로 보여 준 것. 특정한 순간 t에서는 두 파동이 완벽히 간섭할 수 있지만, 평균을 취하면 전체 시간의 절반은 위상이 같고 절반은 반대이기 때문에 이 지연에서는 어떠한 간섭 무늬도 남지 않는다.

시간 결맞음(Temporal coherence)은 어떤 파동의 값과 그 값을 시간 지연 τ만큼 뒤에 측정한 값 사이의 평균 상관 관계를 나타내는 척도이다. 시간적 결맞음은 광원의 단색성을 측정하는 지표가 된다. 즉, 파동이 다른 시간에 스스로와 얼마나 잘 간섭할 수 있는지를 특징짓는 것이다. 위상이나 진폭이 충분히 크게 요동하여 상관 관계가 크게 감소하는 지연 시간 {\displaystyle \tau }를 결맞음 시간 {\displaystyle \tau _{\mathrm {c} }}라고 정의한다. 지연이 {\displaystyle \tau =0}일 때 결맞음 정도는 완벽하지만, {\displaystyle \tau =\tau _{\mathrm {c} }}를 지나는 순간 급격히 떨어진다. 결맞음 길이 {\displaystyle L_{\mathrm {c} }}는 파동이 결맞음 시간 {\displaystyle \tau _{\mathrm {c} }} 동안 전파하는 거리를 말한다.:560, 571–573
결맞음 시간은 신호의 지속 시간을 의미하지 않으며, 결맞음 길이는 결맞음 영역(coherence area)과는 다르다.

### 결맞음 시간과 대역폭의 관계
파동이 포함하는 주파수 범위 Δf, 즉 대역폭이 커질수록 파동은 더 빠르게 상관성을 잃으므로 결맞음 시간 {\displaystyle \tau _{\mathrm {c} }}가 작아진다. 이를 수식으로 표현하면 다음과 같다.
{\displaystyle \tau _{c}\Delta f\gtrsim 1.}
이는 수학의 컨볼루션 정리에 따라 스펙트럼 세기(주파수별 강도)의 푸리에 변환과 그 자기상관함수가 서로 연관되기 때문이다.:572 대역폭이 좁은 레이저는 결맞음 길이가 매우 길어 수백 미터에 달하기도 한다. 예컨대 안정화된 단일 모드 헬륨–네온 레이저는 결맞음 길이가 300 m에 이를 정도의 빛을 쉽게 생성할 수 있다. 그러나 모든 레이저가 높은 단색성을 지니는 것은 아니다. 모드 락킹된 티타늄–사파이어 레이저의 경우 Δλ가 약 2 nm에서 70 nm에 이른다.
LED는 Δλ가 약 50 nm이고 텅스텐 필라멘트 전구는 Δλ가 약 600 nm이므로, 이들 광원은 가장 단색성이 높은 레이저보다도 결맞음 시간이 짧다.

## 공간 결맞음
공간 결맞음은 파동이 공간적으로 얼마나 일관성 있게 간섭할 수 있는지를 나타내는 개념이다. 이는 특히 광학 등 파동을 다루는 학문에서, 1차원 또는 2차원으로 확장된 파동 상태에서 특히 중요하게 다뤄지는 개념이다. 두 지점 x1과 x2 사이의 공간 결맞음은, 시간 전체에 걸쳐 평균화했을 때 두 점에서의 파동 간의 상호상관계수(cross-correlation)로 정의된다. 만약 어떤 파동이 무한한 길이에 걸쳐 일정한 진폭을 가진다면, 이는 완전한 공간 결맞음을 가진 것으로 간주된다.
간섭이 유의미하게 발생하는 지점 간의 최대 거리 범위는 결맞음 거리 {\displaystyle l_{\mathrm {c} }} 또는 면적 {\displaystyle A_{\mathrm {c} }}으로 정의된다. 이는 영의 이중슬릿 실험과 같은 실험에 있어 핵심적이다. 영의 이중슬릿 실험에서 상이 맺히는 위치에서 골과 마루 사이의 간격이 바로 공간 결맞음 거리에 해당한다. 결맞음 면적은 광학 영상 시스템 및 천문학 망원경 등의 설계에도 활용된다.
어떤 광원이 결맞음이 거의 없는 경우(예: 텅스텐 백열등)에는, 광원의 서로 다른 지점들이 독립적으로 빛을 방출하고 위상 관계가 고정되지 않는다. 이로 인해 공간적으로 결맞음이 낮다. 반대로, 라디오 안테나 배열처럼 각 안테나가 위상을 맞춰 전파를 쏘아내는 경우에는 높은 공간 결맞음을 가진다. 대부분의 레이저는 높은 시간적 및 공간적 결맞음을 가지지만, 이는 레이저의 종류 및 설계에 따라 다를 수 있다. 레이저의 공간 결맞음은 스펙클 패턴(speckle pattern)이나 회절 무늬(diffraction fringes) 등의 현상으로 관측될 수 있다.
거리가 {\displaystyle z}만큼 떨어진 비결맞음 광원에서 나온 빛의 경우, 전파가 면적 {\displaystyle A_{\mathrm {s} }}만큼에 쏘아지고 있다고 할 때 결맞음 면적은 다음과 같이 정의된다.{\displaystyle A_{\mathrm {c} }={\frac {\lambda ^{2}z^{2}}{A_{\mathrm {s} }}}}시간과 공간 결맞음이 모두 응용되는 기술로는 홀로그래피가 대표적이다. 홀로그램의 발명자인 데니스 가보르는 수은 증기등의 단색선을 핀홀 필터로 정제하여 레이저 없이도 홀로그램을 제작했다. 2011년에는 보스-아인슈타인 응축이 이루어질 만큼 극저온 상태의 헬륨 원자를 이용하여, 광자 대신 원자를 이용한 ‘원자 레이저’ 형태로 결맺 빔을 형성할 수 있음이 보고되었다.

## 양자적 결맞음
양자역학에서 물질파의 대표적 특성인 간섭 현상 역시 수학적으로는 결맞음에 기반한다. 초기에는 광학적인 결맞음을 모형으로 삼았으나, 이 개념은 이후 양자 이론과 실험을 통해 크게 확장되었다.

### 물질파
광학 결맞음을 물질파에 적용하는 가장 단순한 확장은, 광학적 개념을 그대로 물질파로 전이하는 것이다. 예를 들어, 가장 간단한 예시로 광파 대신 원자를 사용한 이중슬릿 실험에서는, 충분히 콜리메이트된 원자 빔이 두 슬릿을 동시에 비추는 결맞음된 원자 파동함수를 형성한다고 볼 수 있다. 두 슬릿은 각각 위상이 일치하는 파동의 독립적인 원천처럼 작용하며, 이들이 스크린 상에서 중첩되어 간섭 무늬를 만들어낸다. 이 무늬는 보강 간섭에 의해 형성된 밝은 띠와 상쇄 간섭에 의한 어두운 띠가 교차하는 형상으로 나타난다. 이러한 실험은 이미 다양한 방식으로 구현된 바 있다.:1057
광과 마찬가지로, 물질파의 횡방향 결맞음(transverse coherence)은 파동의 전파 방향에 수직한 방향에서의 결맞음을 의미하며, 이는 콜리메이션 정도에 따라 달라진다. 하지만 광파는 모든 주파수에서 동일한 속도로 이동하는 반면, 물질파에서는 속도(에너지)가 달라질 수 있으므로 종방향 결맞음(longitudinal coherence)과 시간 결맞음이 독립적으로 조절될 수 있다. 물질파의 경우, 속도나 에너지가 어떻게 구성되었는지가 종방향 결맞음을, 펄싱(pulsing) 또는 차핑(chopping) 조작이 시간 결맞음을 제어하는 것이다.:154